# آدام السهایمر
آدام السهایمر (آلمانی: Adam Elsheimer; ۱۸ مارس ۱۵۷۸ – ۱۱ دسامبر ۱۶۱۰) نقاش اهل آلمان بود. او با وجود عمر کوتاه ۳۲ساله‌اش از نقاشان تأثیرگذار اوایل سدهٔ ۱۷ در سبک باروک به شمار می‌رود. السهایمر نقاشی‌هایی کوچک موسوم به نقاشی اتاقکی می‌آفرید که اکثراً روی صفحات مسی کشیده می‌شدند.
مشهورترین اثرش فرار به مصر نام دارد.

## نگارخانه

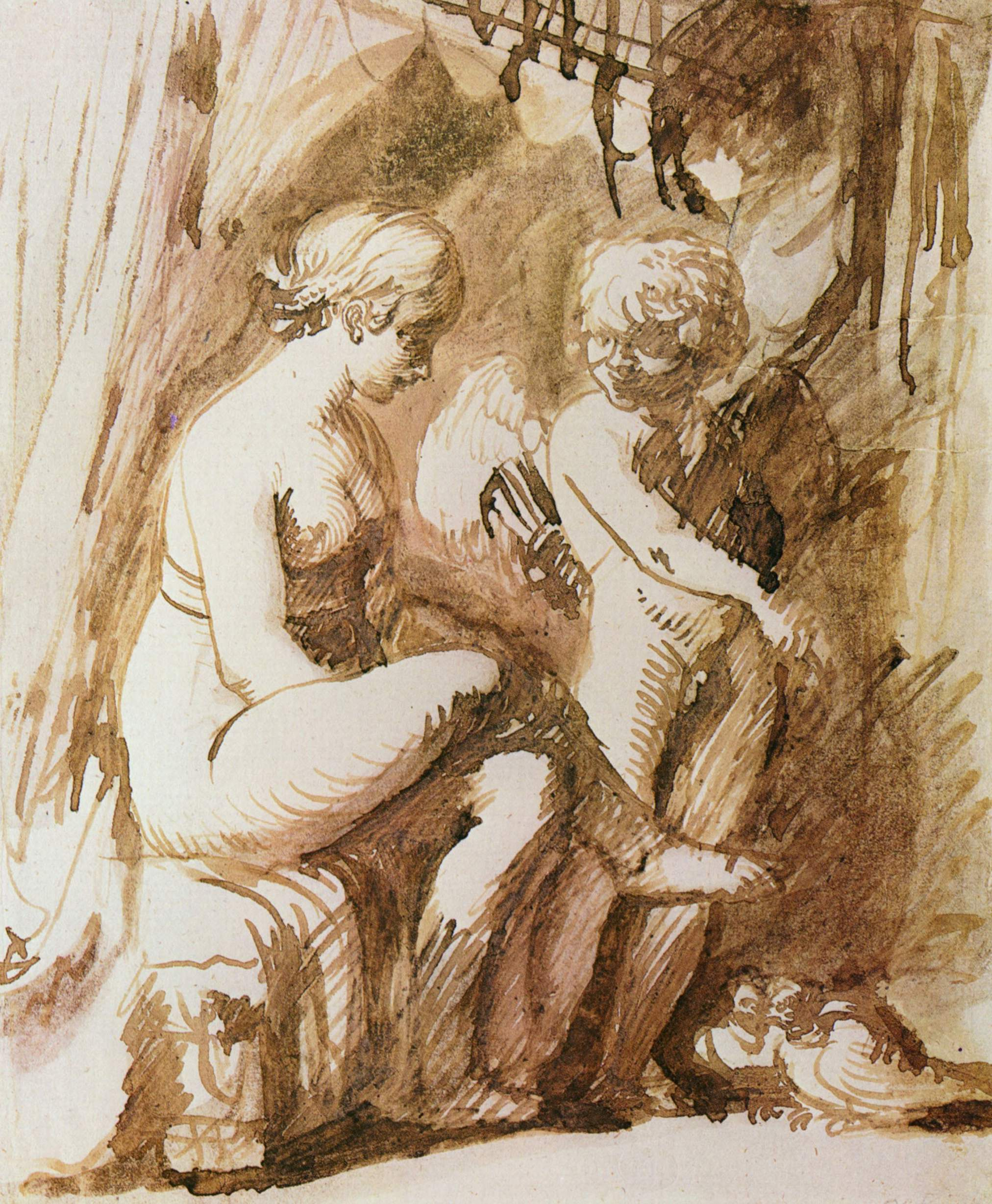
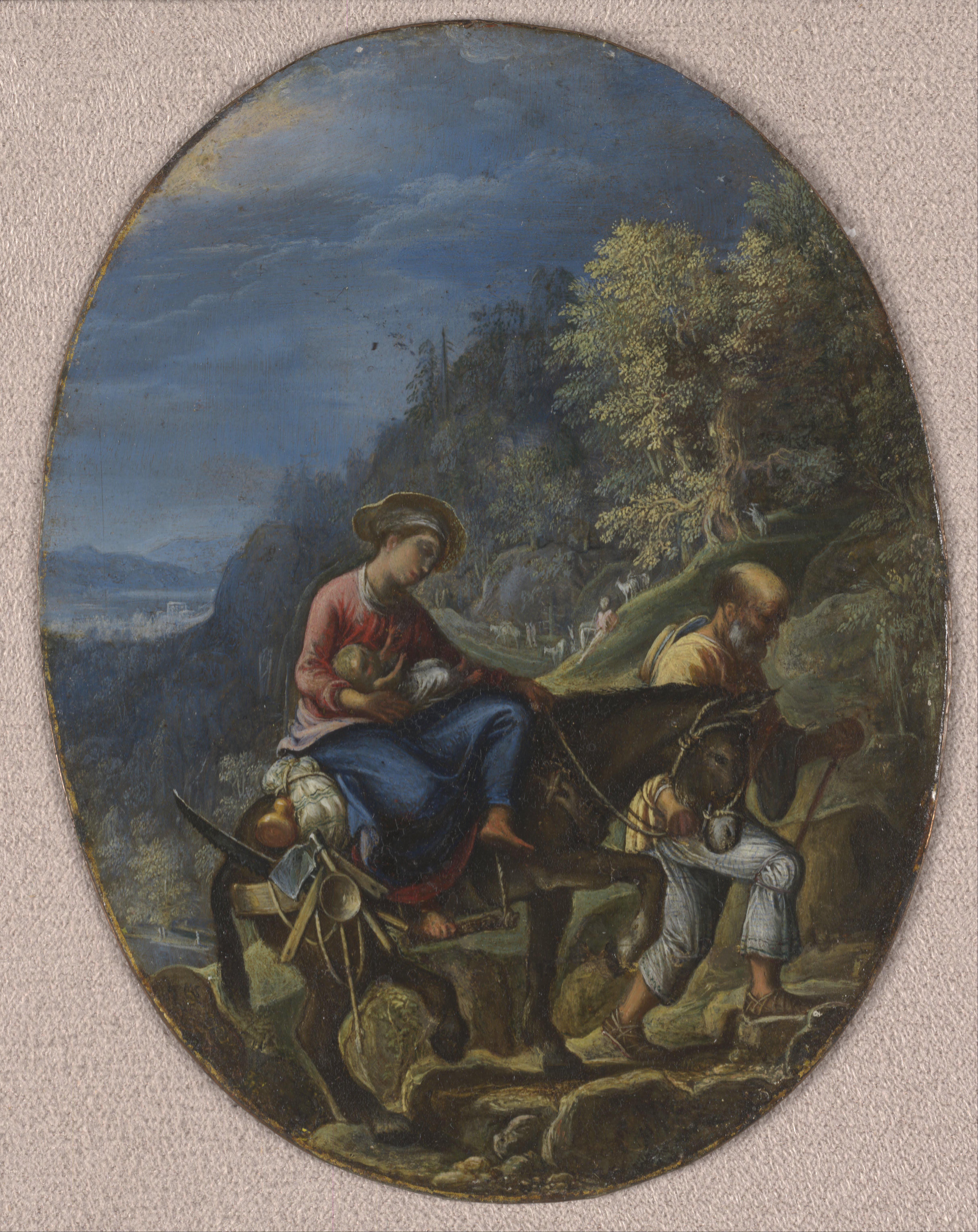
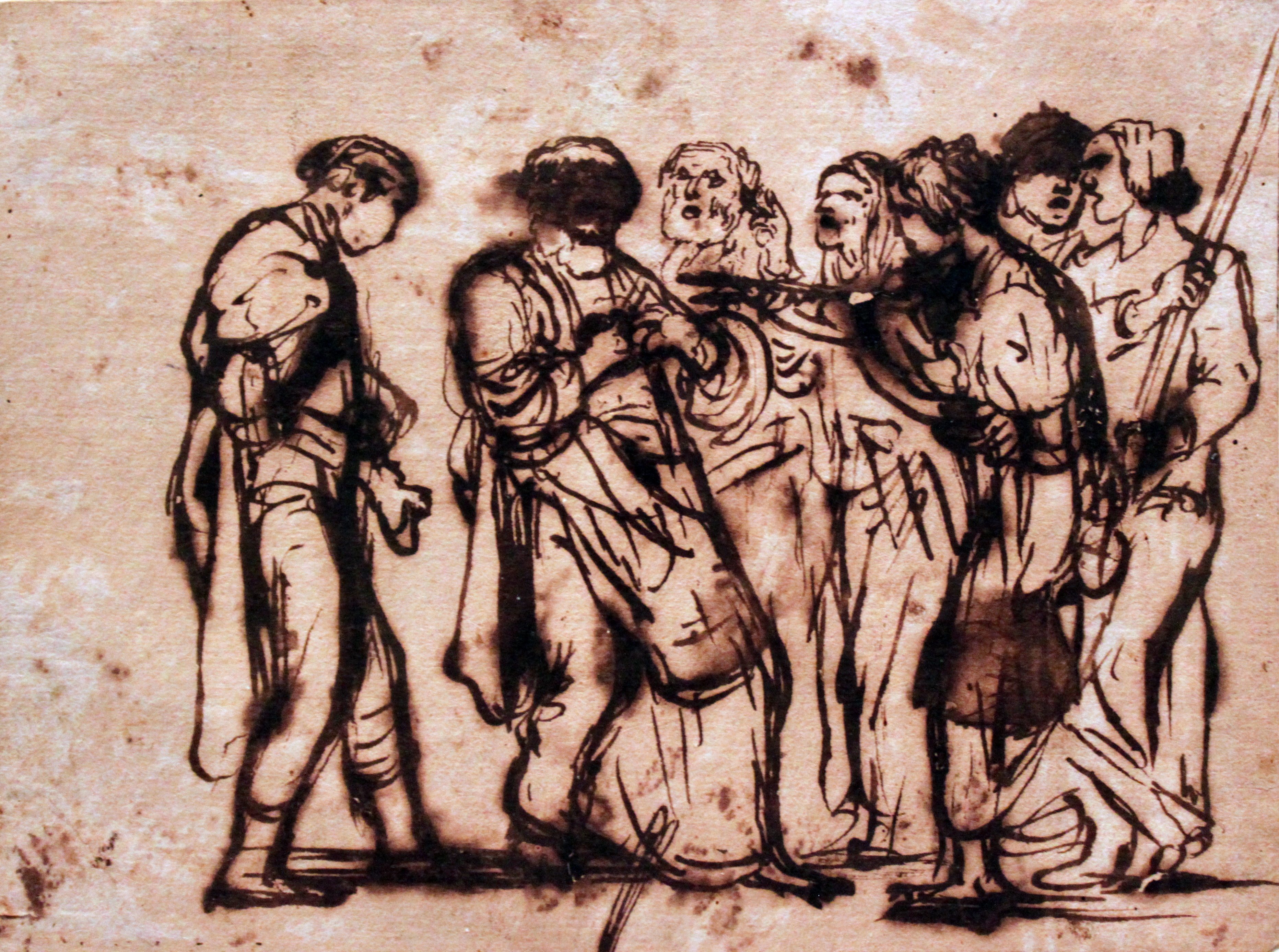
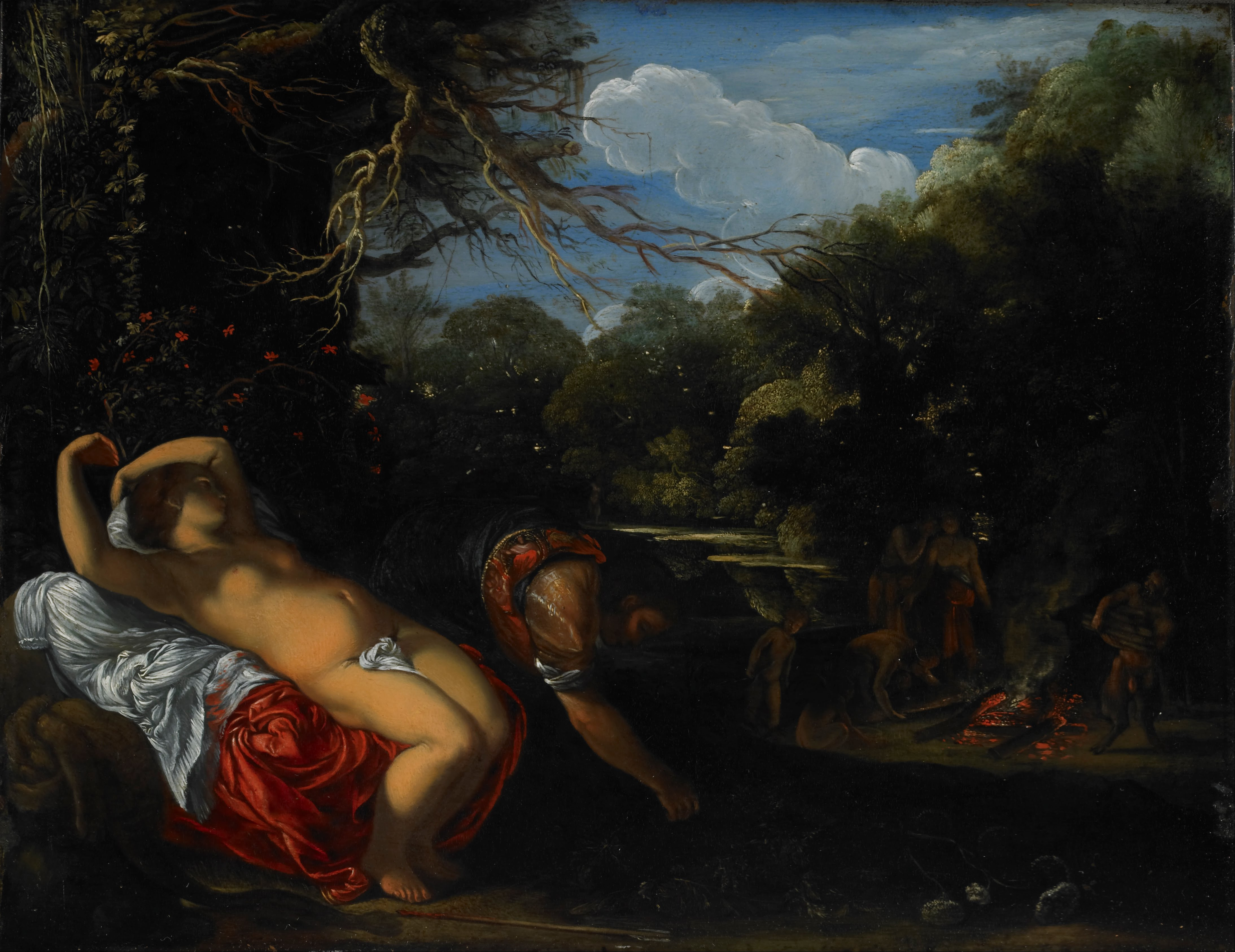
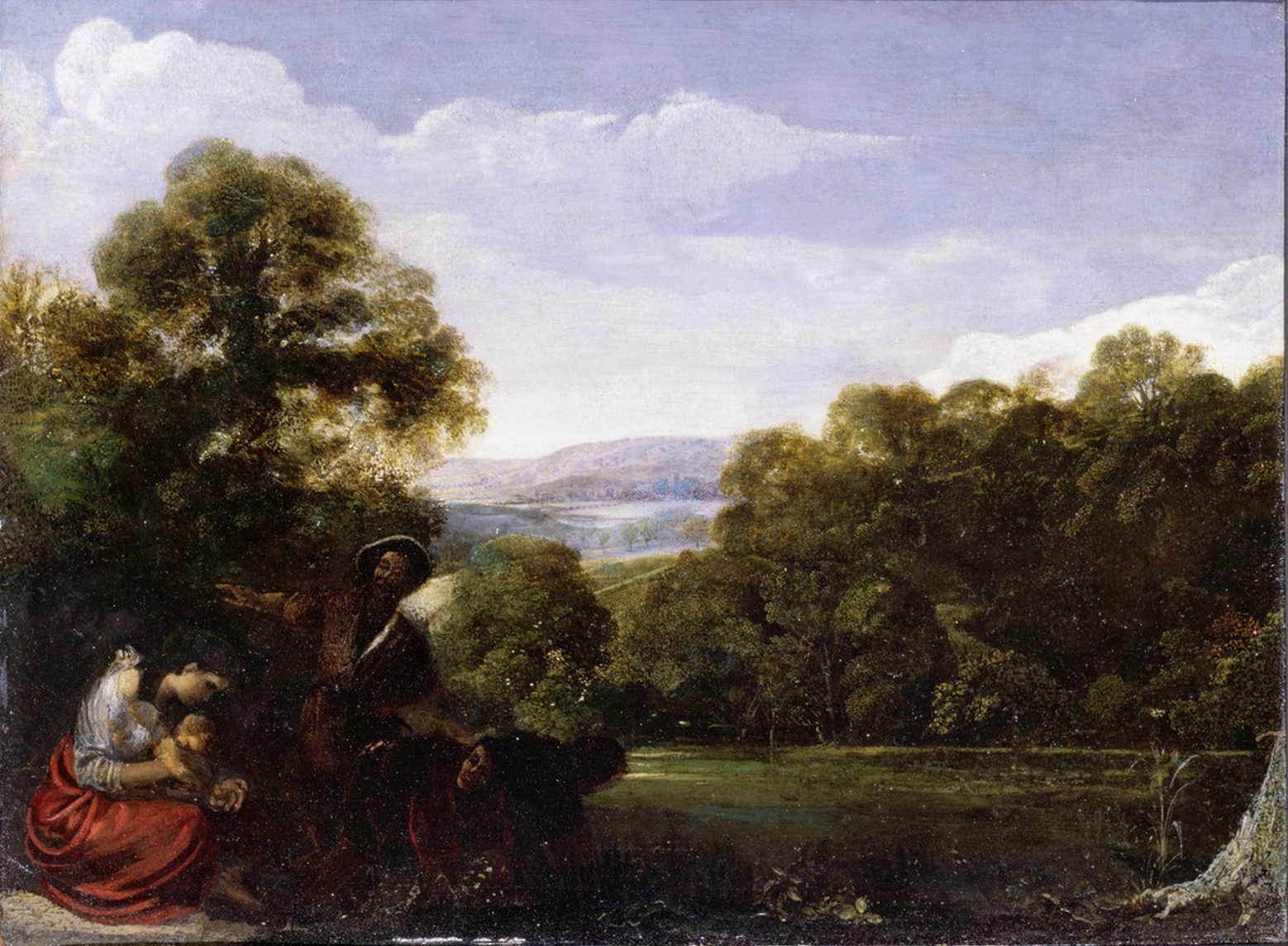
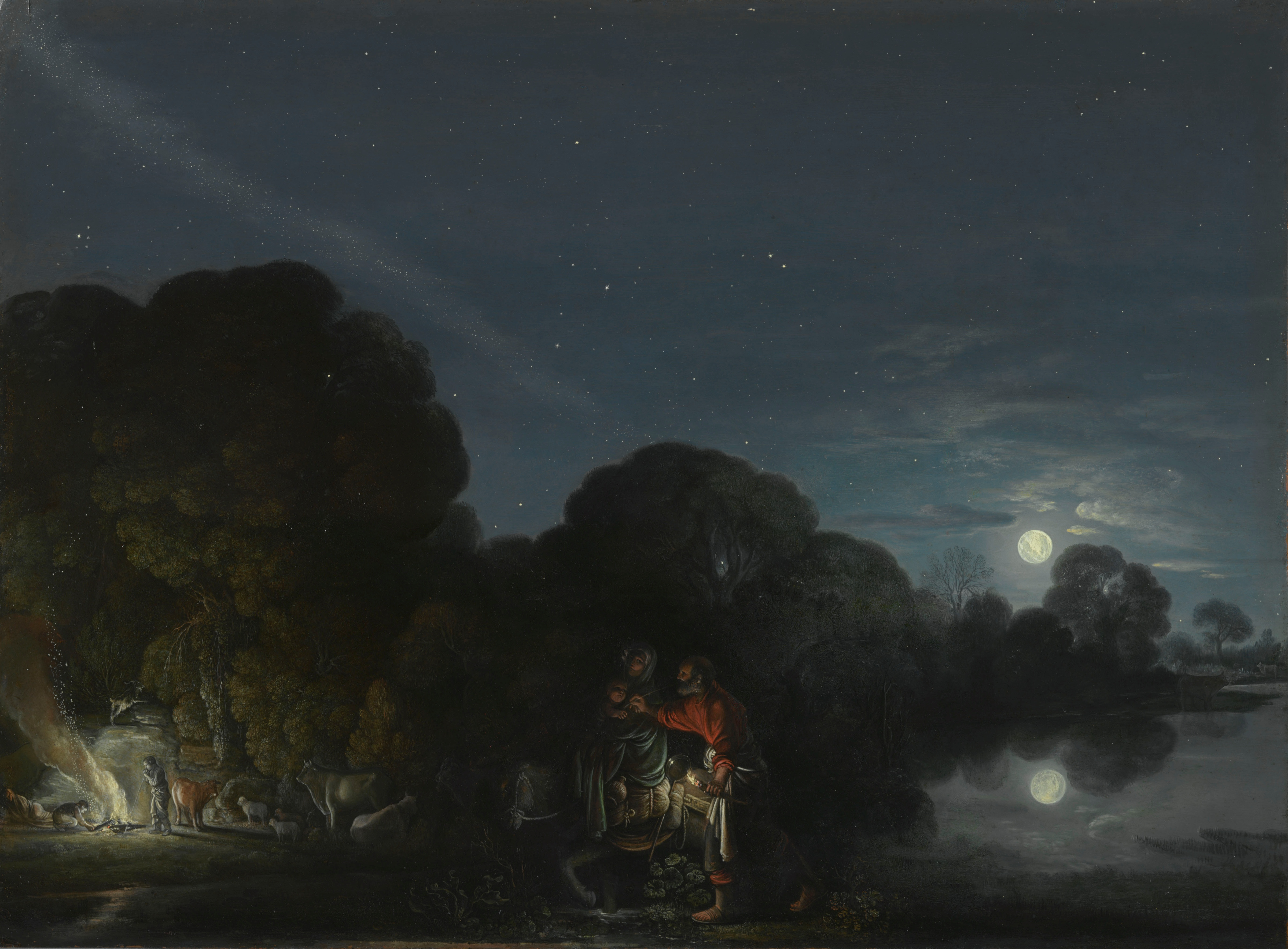
فرار به مصر
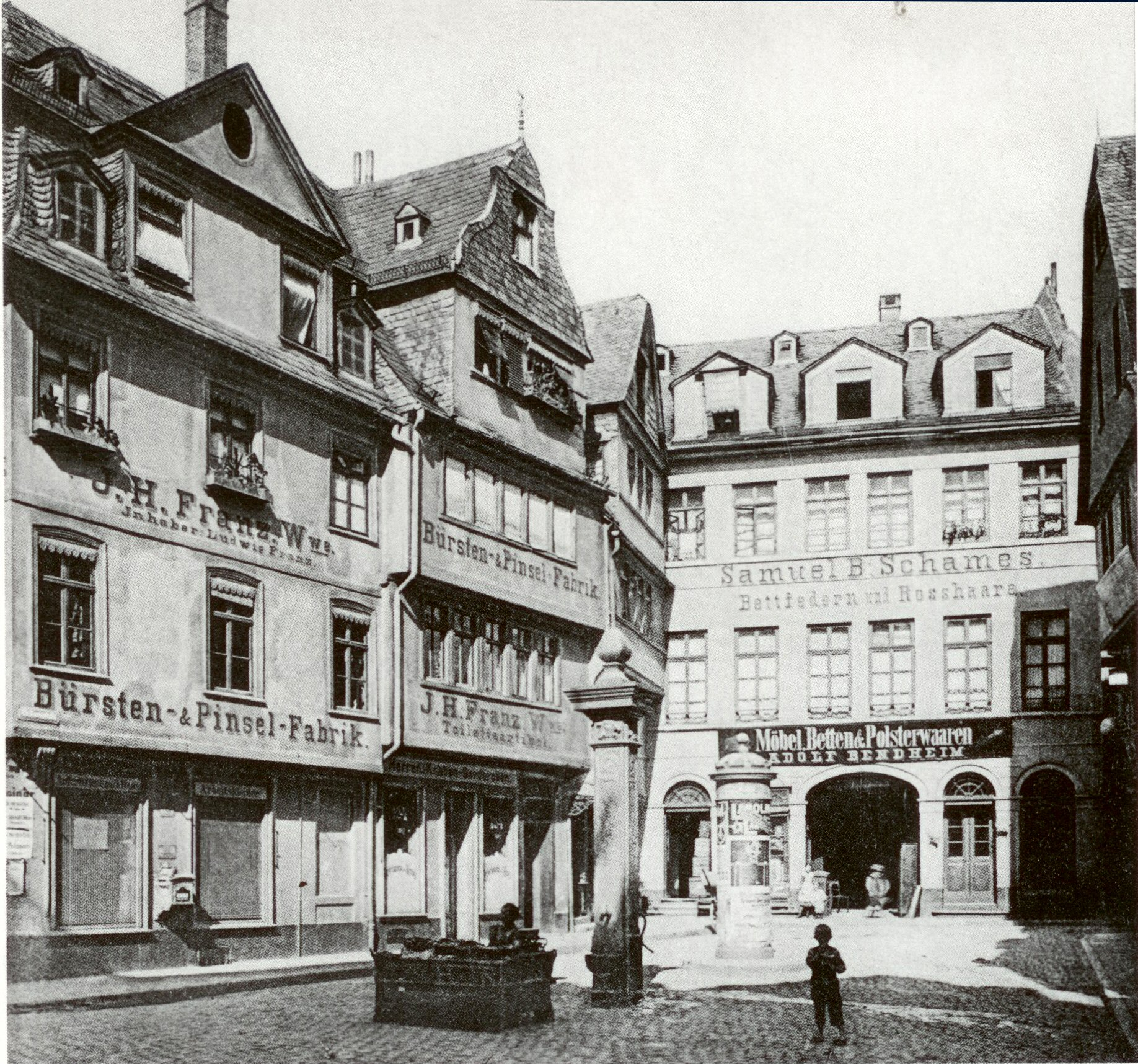